# Сен-Викторе
Сен-Викторе́ (фр. Saint-Victoret) — коммуна на юго-востоке Франции в регионе Прованс — Альпы — Лазурный Берег, департамент Буш-дю-Рон, округ Истр, кантон Витроль.
Площадь коммуны — 4,73 км², население — 6566 человек (2006) с тенденцией к стабилизации: 6632 человека (2012), плотность населения — 1402,1 чел/км².

## Население
Население коммуны в 2011 году составляло 6596 человек, а в 2012 году — 6632 человека.
| 1962 | 1968 | 1975 | 1982 | 1990 | 1999 | 2006 | 2007 | 2011 | 2012 |
| ---- | ---- | ---- | ---- | ---- | ---- | ---- | ---- | ---- | ---- |
| 3605 | 4880 | 5436 | 5571 | 6047 | 6810 | 6566 | 6530 | 6596 | 6632 |

Динамика населения:

## Экономика
В 2010 году из 4297 человек трудоспособного возраста (от 15 до 64 лет) 3104 были экономически активными, 1193 — неактивными (показатель активности 72,2 %, в 1999 году — 67,1 %). Из 3104 активных трудоспособных жителей работали 2643 человека (1426 мужчин и 1217 женщин), 461 числились безработными (214 мужчин и 247 женщин). Среди 1193 трудоспособных неактивных граждан 351 были учениками либо студентами, 339 — пенсионерами, а ещё 503 — были неактивны в силу других причин.
На протяжении 2010 года в коммуне числилось 2529 облагаемых налогом домохозяйств, в которых проживало 6548,5 человек. При этом медиана доходов составила 18 тысяч 231 евро на одного налогоплательщика.